# Irlach (Tiefenbach)

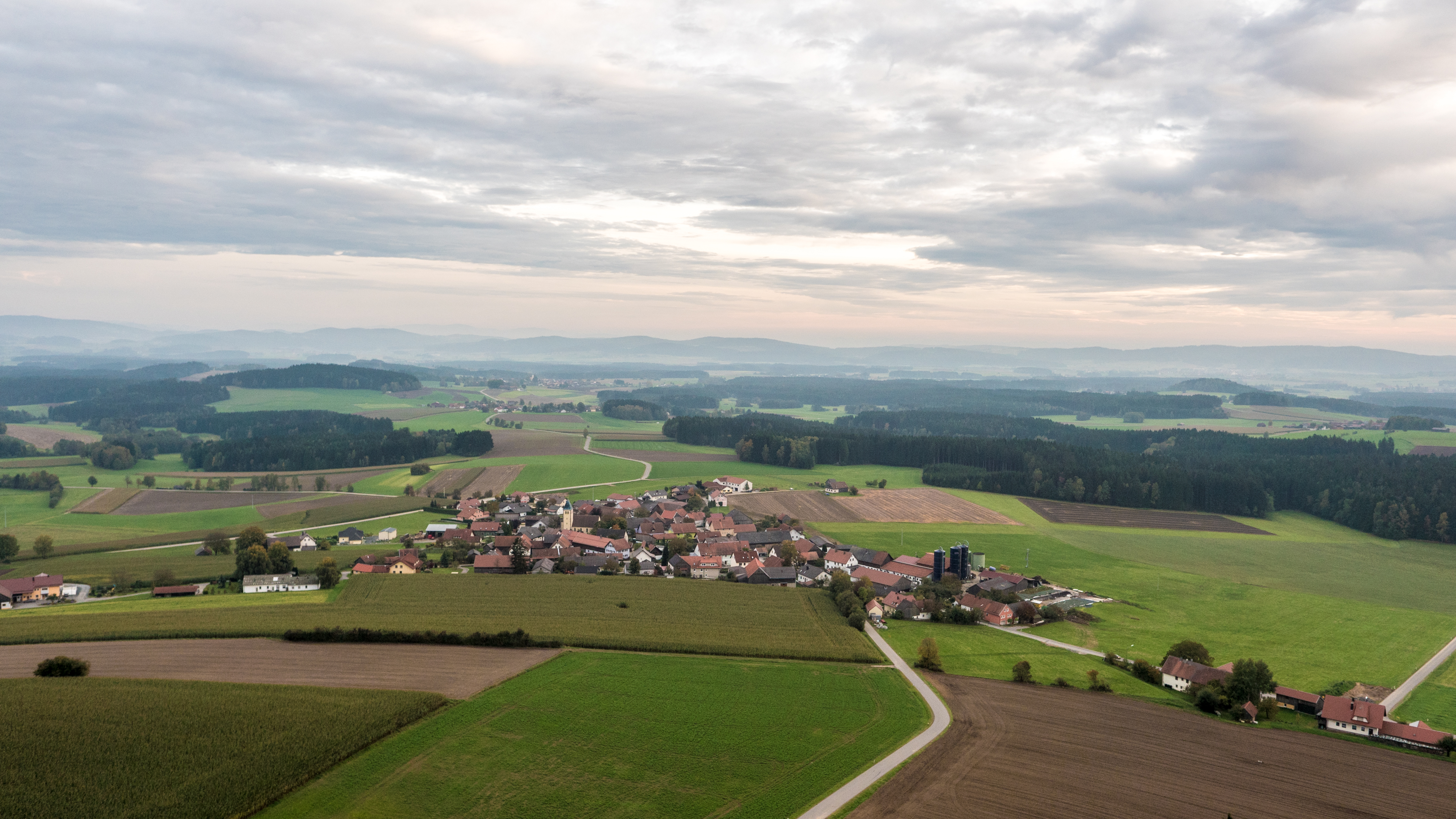
Luftbild von Irlach

Irlach ist ein Gemeindeteil der Gemeinde Tiefenbach im Oberpfälzer Landkreis Cham in Bayern.

## Geographische Lage
Das Dorf Irlach liegt auf der Hochfläche zwischen dem 577 m hohen Irlberg und dem 618 m hohen Kreuzberg etwa 4 km südwestlich von Tiefenbach an der Staatsstraße 2160.
In der Nähe von Irlach entspringt am Südwesthang des Irlberges der Buchbach. Er fließt ständig nach Süden.
An ihm liegen Katzelsried, Hiltersried und Premeischl.
Etwa 20 km weiter südlich mündet er zwischen Schönthal und Rötz in die Bayerische Schwarzach.

## Geschichte
1270 wird Irlach erstmals schriftlich genannt als Teil des Amtes Altenschneeberg und Eigentum der Adelsfamilie der Siegenhofen.
1582 war die Gegend protestantisch und Irlach gehörte zur Hälfte zur Pfarrei Tiefenbach und zur anderen Hälfte zur Pfarrei Hiltersried.
Plößhöfe und Bücherlmühle waren 1826 mit Abstand zu Irlach ausgesiedelt, weil Irlach zu dieser Zeit von zahlreichen Feuersbrünsten geplagt war. Im Jahr 1845 bildete Irlach, das mit 37 Häusern und 228 Einwohnern erwähnt wurde, zusammen mit dem Weiler Plößhöfe und der Einöde Bücherlmühle eine Landgemeinde. Zum Stichtag 23. März 1913 (Osterfest) wurde Irlach als Teil der Pfarrei Tiefenbach mit 37 Häusern und 218 Einwohnern aufgeführt. Als 1920 eine Maul- und Klauenseuche einen Milchnotstand hervorrief, brachten auch die Irlacher Milch in Eimern zur Milchversorgungsstelle nach Tiefenbach. Irlach besaß eine Kapelle und musste 1942 seine Glocke abgeben. 1943 bekam es eine kleine Glocke, damit wenigstens bei Sterbefällen geläutet werden konnte. Pfarrer Daiminger, der bei Ende des Zweiten Weltkrieges durch sein mutiges Auftreten Tiefenbach vor der Zerstörung bewahrt hatte, bewirkte, dass 1950 Irlach eine neue Kirche, St. Joseph, erhielt.
Am 1. Juli 1972 wurde die Neugliederung der Landkreise durchgeführt und Irlach wechselte mit seiner Eingemeindung nach Tiefenbach (bis dahin Landkreis Waldmünchen) aus dem aufgelösten Landkreis Oberviechtach in den Landkreis Cham. Zur gleichen Zeit ging die Gemeinde zusammen mit anderen in der Gemeinde Tiefenbach auf. Das frühere Gemeindegebiet ist seither eine Gemarkung von Tiefenbach. Am 31. Dezember 1990 war Irlach mit 161 Einwohnern Teil der Pfarrei Tiefenbach.